# Exyrias
Exyrias – rodzaj morskich ryb z rodziny babkowatych.

## Występowanie
Morze Czerwone, Ocean Indyjski (wsch. wybrzeże Afryki), zach. część Pacyfiku (Australia, Filipiny, Indonezja, Nowa Kaledonia, Papua-Nowa Gwinea, Wyspy Salomona)

## Klasyfikacja
Gatunki zaliczane do tego rodzaju:
- Exyrias akihito
- Exyrias belissimus
- Exyrias ferrarisi
- Exyrias puntang